# BlazBlue
BlazBlue (ブレイブルー) est une série de jeux vidéo de combat développée et éditée par Arc System Works.

## Liste des jeux
Série principale
- BlazBlue: Calamity Trigger
- BlazBlue: Continuum Shift
- BlazBlue: Chrono Phantasma
- BlazBlue: Central Fiction

Versions augmentées
- BlazBlue: Continuum Shift II
- BlazBlue: Continuum Shift Extend
- BlazBlue: Chrono Phantasma Extend

Jeux dérivés
- BlayzBloo: Super Melee Brawlers Battle Royale
- BlazBlue: Clone Phantasma
- Xblaze Code: Embryo
- EatBeat DeadSpike-san
- Xblaze Lost: Memories
- BlazBlue: Battle Cards
- BlazBlue: Cross Tag Battle
- BlazBlue Alternative: Dark War
- BlazBlue Entropy Effect

## Système de jeu

### Commandes de base
Le système de combat de BlazBlue s'inscrit dans le genre rushdown, caractérisé par sa rapidité, son agressivité et son accent important sur les combos. Les attaques se font à l'aide de quatre boutons: A, B, C et D. Les trois premiers étant du plus léger au plus lourd. Le bouton D, Drive, est un bouton spécial qui déclenche une action spécifique à chaque personnage. Afin d'utiliser le kit du personnage, il faut combiner les commandes directionnelles et les boutons d'attaques.

## Personnages

### Jouables dans la série principale
| Personnages            | Calamity Trigger | Continuum Shift | Chrono Phantasma | Central Fiction |
| ---------------------- | ---------------- | --------------- | ---------------- | --------------- |
| Λ-No.11-               | Croix            | oui             | Croix            | oui             |
| μ-No.12-               | Croix            | oui             | oui              | oui             |
| ν-No.13-               | oui              | Croix           | oui              | oui             |
| Amane Nishiki          | Croix            | Croix           | oui              | oui             |
| Arakune                | oui              | oui             | oui              | oui             |
| Azrael                 | Croix            | Croix           | oui              | oui             |
| Bang Shishigami        | oui              | oui             | oui              | oui             |
| Bullet                 | Croix            | Croix           | oui              | oui             |
| Carl Clover            | oui              | oui             | oui              | oui             |
| Celica A. Mercury      | Croix            | Croix           | Croix            | oui             |
| Es                     | Croix            | Croix           | Croix            | DLC             |
| Hakumen                | oui              | oui             | oui              | oui             |
| Hazama                 | Croix            | oui             | oui              | oui             |
| Hibiki Kohaku          | Croix            | Croix           | Croix            | oui             |
| Iron Tager             | oui              | oui             | oui              | oui             |
| Izanami                | Croix            | Croix           | Croix            | oui             |
| Izayoi                 | Croix            | Croix           | oui              | oui             |
| Jin Kisaragi           | oui              | oui             | oui              | oui             |
| Jūbei                  | Croix            | Croix           | Croix            | DLC             |
| Kagura Mutsuki         | Croix            | Croix           | oui              | oui             |
| Kokonoe                | Croix            | Croix           | DLC              | oui             |
| Litchi Faye Ling       | oui              | oui             | oui              | oui             |
| Mai Natsume            | Croix            | Croix           | Croix            | DLC             |
| Makoto Nanaya          | Croix            | DLC             | oui              | oui             |
| Naoto Kurogane         | Croix            | Croix           | Croix            | oui             |
| Nine the Phantom       | Croix            | Croix           | Croix            | oui             |
| Noel Vermillion        | oui              | oui             | oui              | oui             |
| Platinum the Trinity   | Croix            | DLC             | oui              | oui             |
| Rachel Alucard         | oui              | oui             | oui              | oui             |
| Ragna the Bloodedge    | oui              | oui             | oui              | oui             |
| Relius Clover          | Croix            | Croix           | oui              | oui             |
| Susanoo                | Croix            | Croix           | Croix            | oui             |
| Taokaka                | oui              | oui             | oui              | oui             |
| Tsubaki Yayoi          | Croix            | oui             | oui              | oui             |
| Valkenhayn R. Hellsing | Croix            | DLC             | oui              | oui             |
| Yūki Terumi            | Croix            | Croix           | DLC              | oui             |

## Adaptations

### Romans
- BlazBlue: Phase 0 (2010)[2]
- BlazBlue: Phase Shift (2011–2012)[3]
- BlazBlue: Bloodedge Experience (2014)[4]
- BlazBlue (2010–2014)[5]

### Mangas
- BlazBlue: Chimelical Complex (2010–2011)
- BlazBlue: Official Comics (depuis 2010)
- BlazBlue: Remix Heart (2012–2014)
- BlazBlue (version Monthly Dragon Age, 2013)
- BlazBlue: Variable Heart (2016–2017)

### Anime
- BlazBlue: Alter Memory (2013)